# San Ignacio (departement)
San Ignacio is een departement in de Argentijnse provincie Misiones. Het departement (Spaans:  departamento) heeft een oppervlakte van 1.662 km² en telt 55.038 inwoners.

## Plaatsen in departement San Ignacio
- Colonia Polana
- Corpus
- General Urquiza
- Gobernador Roca
- Hipólito Yrigoyen
- Jardín América
- San Ignacio
- Santo Pipó